# Ојленберг (Вестервалд)
Ојленберг (њем. Eulenberg) општина је у њемачкој савезној држави Рајна-Палатинат. Једно је од 119 општинских средишта округа Алтенкирхен (Вестервалд). Према процјени из 2010. у општини је живјело 60 становника. Посједује регионалну шифру (AGS) 7132029.

## Географски и демографски подаци
Ојленберг се налази у савезној држави Рајна-Палатинат у округу Алтенкирхен (Вестервалд). Општина се налази на надморској висини од 225 метара. Површина општине износи 1,2 km². У самом мјесту је, према процјени из 2010. године, живјело 60 становника. Просјечна густина становништва износи 52 становника/km².